# Battaglia di Piacenza (271)
La battaglia di Piacenza fu combattuta nel gennaio 271 tra l'esercito romano guidato dall'imperatore Aureliano e gli Alemanni che erano penetrati fino alla Pianura padana nel corso di una scorreria: lo scontro risultò in una vittoria alemanna.

## Antefatto
L'imperatore romano Aureliano si trovava lontano dall'Italia con l'esercito, a controllare l'evacuazione dei Vandali dal territorio imperiale dopo una vittoriosa campagna, quando gli Iutungi, una tribù degli Alamanni, decise di approfittare dell'assenza di forze a difesa dell'impero per saccheggiarlo: penetrarono allora nella Rezia, giungendo fino al lago di Costanza. Aureliano ripiegò immediatamente a difesa del cuore del suo impero e raggiunse gli Iutungi che erano penetrati nella pianura padana presso Placentia (Piacenza), che avevano appena saccheggiato e bruciato.

## Battaglia
Al crepuscolo, nei pressi di una area boscosa vicino Placentia, gli uomini di Aureliano, che avevano marciato ininterrottamente dai Balcani, caddero in una imboscata degli Iutungi e subirono perdite notevoli. Ecco come la racconta la Historia Augusta:
(Historia Augusta, Aureliano, 21.1-3.)

## Conseguenze
La notizia della disfatta raggiunse rapidamente Roma: il panico che si creò in città fu ulteriormente aumentato quando si seppe che gli Alemanni si stavano dirigendo direttamente sulla Città Eterna; vennero consultati i Libri Sibillini e fatti sacrifici agli dei per la protezione della città, non difesa da alcun esercito. Il sacco di Roma ad opera degli Alemanni fu evitato grazie alle due vittorie conseguite da Aureliano nella battaglia di Fano e in quella di Pavia.